# Ruch Katolicko-Narodowy
Die Ruch Katolicko-Narodowy (deutsch Katholisch-Nationale Bewegung, Abkürzung: RKN) ist eine kleine rechtsgerichtete national-klerikale politische Gruppierung in Polen.
Sie wurde nach dem Zerfall der Ruch Odbudowy Polski (ROP) 1997 von Antoni Macierewicz gegründet.
Aufgrund ihrer Nähe zum katholischen Radiosender Radio Maryja wird sie von ihren Anhängern auch „Marienpartei“ (Partia Maryja) genannt. Nach Eigendarstellung bestehen ihre grundsätzlichen Ziele im „Schutz der Familie, der katholischen Kirche und der nationalen Interessen“.
Bei den Parlamentswahlen 2005 konnte sie über die Liste der Liga Polnischer Familien fünf Abgeordnete in den Sejm entsenden. Seit den Parlamentswahlen 2007 ist sie nicht mehr im Sejm vertreten.